# Sihla
Sihla je obec na Slovensku v okrese Brezno.

## Poloha
Nachází se na Sihlianské planině ve Veporských vrších, na rozhraní Horehroní, Podpoľaní a Gemeru. V blízkosti pramení Kamenitý potok, který pokračuje západním směrem a vytváří 25 km dlouhé Kamenité údolí.
Východním okrajem prochází silnice II/529 z Hriňové do Brezna. Lesní cesta vede ze Sihly kamenitým údolím až po Svatý Jan, kde Kamenitý potok ústí do Černého Hronu. V minulosti vedla tímto úsekem i jedna z větví Čiernohronské železnice.